# Nieuwe-Tonge
Nieuwe-Tonge is een plaats in de gemeente Goeree-Overflakkee in de Nederlandse provincie Zuid-Holland. De plaats telde 2.425 inwoners op 1 januari 2023, inclusief het op enige afstand gelegen Battenoord. In het centrum ligt een kerkring met de Protestantse Kerk, omgeven door een ringvormige singel. Het dorp heeft tijdens de watersnood van 1953 zwaar geleden, naast de wat hoger gelegen kerk stonden er nog maar drie huizen overeind en de meeste bouw is dan ook van nadien. Aan de Molendijk staat korenmolen D'Oranjeboom die uit het jaar 1768 stamt.
Tot 1 januari 1966 was Nieuwe Tonge een zelfstandige gemeente (destijds officieel zonder koppelingsstreepje geschreven). Daarna werd Nieuwe Tonge ingedeeld bij de gemeente Middelharnis. In 2013 werd het onderdeel van de gemeente Goeree-Overflakkee.
In de omgeving van Nieuwe-Tonge is de traditionele juunteelt (uienteelt) voor een deel vervangen door bollenteelt, waardoor er in het voorjaar bloemenvelden te bezichtigen zijn. Niet ver van Nieuwe-Tonge is de dijk (de Zeedijk oftewel de Buutendiek) van de Grevelingen met het haventje van Battenoord. Naast de Hervormde Kerk kent het dorp ook een Hersteld Hervormde Kerk en een Gereformeerde Gemeente.
In de buurt van Nieuwe-Tonge liggen de dorpen Battenoord, Herkingen, Middelharnis, Oude-Tonge, Sommelsdijk en Stad aan 't Haringvliet.

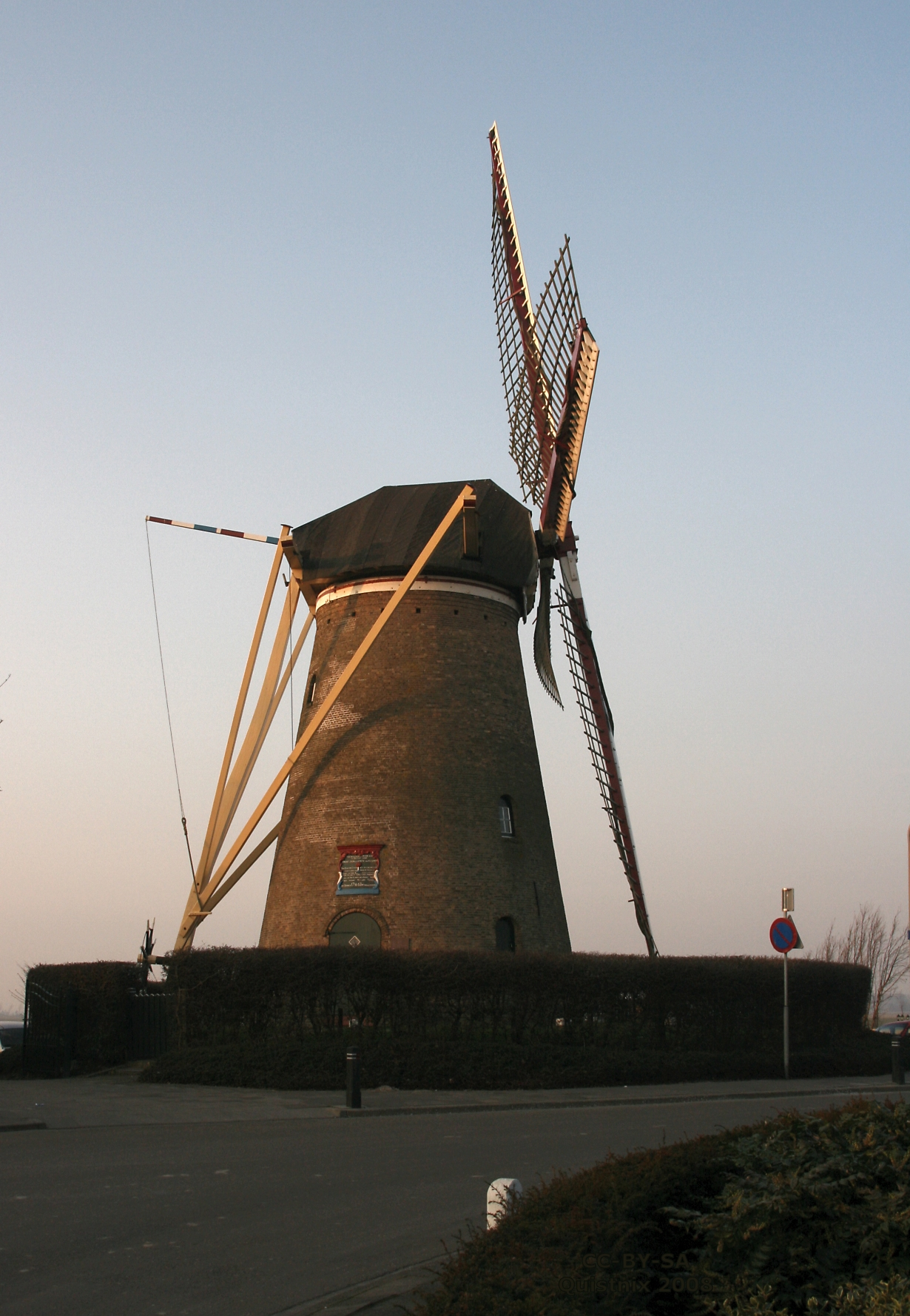
D'Oranjeboom aan de Molendijk

## Bekende personen
- Sebastiaan Hendrik Anemaet (1786-1863), een van de Negenmannen
- Cornelis Jacobus Snijders (1852-1939), opperbevelhebber Nederlandse strijdkrachten tijdens de Eerste Wereldoorlog
- Cornelis Verolme (1900-1981), ondernemer en scheepsbouwer
- Arie J. Keijzer (1932-2023), organist en componist
- Henk van der Wende (1939-2022), politicus
- Jasper Leijdens (1993), radio-dj